# Eleccions al Consell General dels Pirineus Orientals 2004
Les eleccions al Consell General dels Pirineus Orientals són unes eleccions on els ciutadans dels Pirineus Orientals poden elegir als seus representants al Consell General dels Pirineus Orientals.
Resultats electorals de la primera volta al cantó de Montlluís 2004
| Candidat | Candidat         | Partit               | Vots  |
| -------- | ---------------- | -------------------- | ----- |
|          | Christian Blanc  |                      | 1 099 |
|          | Raymond Trilles  | PS                   | 855   |
|          | Evelyne Lalanne  | PCF                  | 130   |
|          | Michelle Marty   | FN                   | 104   |
|          | Joan Jaume Prost | Esquerra Republicana | 30    |
|          | Lucile Grau      | Bloc Català          | 21    |

Resultats electorals de la primera volta al cantó de Perpinyà-3 2004
| Candidat | Candidat                | Partit               | Vots  |
| -------- | ----------------------- | -------------------- | ----- |
|          | Jean Vila               | PCF                  | 5 037 |
|          | Jean-Louis Aliet        | UMP                  | 2 508 |
|          | Marie-Thérèse Fesenbeck | FN                   | 1 662 |
|          | Michel Coronas          | PS                   | 1 259 |
|          | Henri Castaillet        | UDF                  | 495   |
|          | Caroline Poupard        | LO                   | 278   |
|          | Bernat Cristòfol        | Esquerra Republicana | 179   |
|          | Alexandre Pano          | Bloc Català          | 101   |

Resultats electorals de la primera volta al cantó de Sornià 2004
| Candidat | Candidat              | Partit               | Vots |
| -------- | --------------------- | -------------------- | ---- |
|          | Jérôme Ripoull        | UMP                  | 341  |
|          | Alain Boyer           | PS                   | 288  |
|          | Gilles Delofeu        |                      | 169  |
|          | Arielle Roquère-Sarda | PCF                  | 22   |
|          | Nicole Francine Saris | FN                   | 20   |
|          | Isabel Duran          | Esquerra Republicana | 4    |